# Drachenzähmen leicht gemacht
Drachenzähmen leicht gemacht (Originaltitel: How to Train Your Dragon) ist ein US-amerikanischer 3D-Computeranimationsfilm von DreamWorks Animation SKG aus dem Jahr 2010.

## Handlung
Das Wikinger-Dorf Berk wird regelmäßig von Drachen angegriffen. Die zähen Krieger wissen sich zu verteidigen, nur Hicks, der Sohn des Häuptlings Haudrauf, stellt sich stets ungeschickt an. Die anderen Dorfbewohner und auch das hübsche Mädchen Astrid haben nur Mitleid für ihn übrig. Bei einem Angriff gelingt es Hicks, unbemerkt von den anderen Wikingern, einen Nachtschatten, einen besonders schnellen und gefährlichen Drachen, mit einer Seilschleuder-Maschine zu treffen. Der Drache stürzt in den Wald.  
Während Haudrauf mit seiner Mannschaft in See sticht, um das Drachennest zu suchen und zu zerstören, soll Hicks zusammen mit den anderen Jugendlichen das Drachentöten lernen. Hicks findet den Nachtschatten, doch anstatt ihn zu töten, freundet er sich mit dem Drachen an. Da das Tier durch ein verletztes Schwanzruder nicht mehr richtig fliegen kann, baut der Junge ihm für dieses eine mechanisch gesteuerte Prothese. Hicks beginnt regelmäßig auf dem Rücken des Drachen, den er nun Ohnezahn nennt, mitzufliegen und diesen über die Prothese zu steuern. 
Bei seinem täglichen Umgang mit Ohnezahn lernt Hicks, wie er beim Drachentöter-Training die Tiere überwältigen kann, ohne sie zu verletzten oder zu töten. Als Haudrauf ins Dorf zurückkehrt und hört, wie erfolgreich sein Sohn beim Training ist, ist er von Stolz erfüllt. Astrid hingegen ist neidisch und spioniert Hicks nach. Sie erfährt von seiner Freundschaft zu Ohnezahn und lässt sich überzeugen, auf diesem mitzufliegen. Die drei finden sich plötzlich in einem großen Drachenschwarm wieder und sehen, dass diese einem riesigen Drachen im Drachennest Opfertiere bringen, um nicht selbst gefressen zu werden.
Als Hicks sich bei der Abschlussprüfung des Drachentrainings weigert, einen Drachen zu töten, reagiert sein Vater wütend, woraufhin das Tier aggressiv wird und Hicks beinahe tötet. Ohnezahn rettet Hicks, wird jedoch von den Wikingern gefangen genommen. Hicks verrät seinem Vater versehentlich, dass Ohnezahn ihn zum Drachennest geführt hat. Haudrauf versucht dieses nun mithilfe des gefesselten Ohnezahns zu finden.
Hicks hilft Astrid und den anderen Jugendlichen des Dorfs, die für das Drachentraining gefangengehaltenen Drachen zu zähmen. Sie folgen den Erwachsenen und es gelingt ihnen, den riesigen Drachen zu töten, Ohnezahn und Hicks erleiden dabei jedoch eine Bruchlandung. Haudrauf erkennt, dass Ohnezahn beim Sturz seinem Sohn das Leben gerettet hat. Als Hicks im Dorf aus seiner Ohnmacht erwacht, bemerkt er, dass er seinen linken Fuß verloren und nun auch eine Prothese hat. Zu seiner Überraschung stellt er fest, dass die Drachen und die Dorfbewohner nun in Frieden miteinander leben. 

## Vorlage
Drachenzähmen leicht gemacht basiert auf dem gleichnamigen Kinderbuch von Cressida Cowell aus dem Jahr 2003, weicht aber in vielen Einzelheiten von dessen Handlung ab. Die deutsche Ausgabe des Buches ist im Arena Verlag erschienen.

## Veröffentlichung
Der Film startete aufgrund der Schulferien zunächst am 18. März 2010 in Russland. In Deutschland und der Schweiz startete er am 25. März 2010, in den USA und Österreich am 26. März 2010.
Da weltweit nur wenige Kinos über mehrere 3D-fähige Säle verfügten, konkurrierte der Film bei seiner Veröffentlichung direkt mit Kampf der Titanen und Disneys Alice im Wunderland.
Die deutschsprachige Free-TV-Premiere des Films fand am 13. Oktober 2012 um 20:15 Uhr auf ORF eins und Sat.1 statt.

## Synchronisation
Der Film wurde von der Interopa Film GmbH in Berlin synchronisiert, das Dialogbuch schrieb Alexander Löwe, die Dialogregie führte Frank Schaff.
| Rollenname original           | Sprecher original        | Rollenname deutsch    | Sprecher deutsch    |
| ----------------------------- | ------------------------ | --------------------- | ------------------- |
| Hiccup Horrendous Haddock III | Jay Baruchel             | Hicks der Hüne III.   | Daniel Axt          |
| Stoick the Vast               | Gerard Butler            | Haudrauf der Stoische | Dominic Raacke      |
| Gobber the Belch              | Craig Ferguson           | Grobian der Rülpser   | Thomas Nero Wolff   |
| Astrid Hofferson              | America Ferrera          | Astrid Hofferson      | Emilia Schüle       |
| Snotlout Jorgenson            | Jonah Hill               | Rotzbakke Jorgenson   | Tim Sander          |
| Fishlegs Ingerman             | Christopher Mintz-Plasse | Fischbein Ingerman    | Hannes Maurer       |
| Tuffnut Thorston              | T. J. Miller             | Taffnuss Thorston     | Nico Sablik         |
| Ruffnut Thorston              | Kristen Wiig             | Raffnuss Thorston     | Britta Steffenhagen |

## Rezeption

### Einspielergebnis
Der Film startete am 24. März 2010, zu einem Zeitpunkt, zu dem schon zwei andere 3D-Filme in den Kinos anliefen (siehe oben). Da die meisten Kinos nur über wenige 3D-Säle verfügten, lief dieser Film meist nur in 2D. Dennoch wurde er ein großer Erfolg. Bei Produktionskosten von 165 Mio. US-Dollar nahm er 494,9 Mio. US-Dollar ein, davon rund 15,5 Mio. US-Dollar in Deutschland. In den USA hat er 215,7 Mio. US-Dollar eingenommen und ist damit der erfolgreichste Film aus dem Hause DreamWorks Animation außerhalb der Shrek-Reihe. Doch durch die geringen Einnahmen außerhalb der USA muss er sich noch Kung Fu Panda (ca. 631 Mio. $), Madagascar 2 (ca. 604 Mio. $) und Madagascar (ca. 533 Mio. $) geschlagen geben.

### Kritiken
Die Website Rotten Tomatoes verzeichnet 99 % Zustimmung bei 214 gezählten Kritiken.
Der Film erhielt auch im deutschsprachigen Raum überwiegend positive Kritiken.

„[…] Ein Animationsfilm, der vor schrägen Ideen nur so sprudelt.[…]“

„[…] Jedenfalls probiert die von Steven Spielberg und Jeffrey Katzenberg gegründete Firma endlich mal etwas anderes aus, und siehe da: ‚Drachenzähmen leicht gemacht‘ ist ihr schönster Film geworden. Es ist kein Film für infantile Erwachsene, sondern der seltene Fall eines Kinderfilms, den sich Erwachsene genauso gerne ansehen. […]“

„[…] ‚Drachenzähmen leicht gemacht‘ erzählt eine einfache Geschichte um Freundschaft, Selbstfindung und Toleranz. Aber wie das erzählt wird! Als quietschvergnügtes, herrlich turbulentes Abenteuer mit einer gehörigen Portion Grusel und trockenem Humor – und als actionreiche Achterbahnfahrt in 3D. […]“

„[…] Die 3D-Effekte unterstützen die Wirkung der Animation im gestalterischen Einsatz. Der Film ist für Jung und Alt ein großer Spaß und hat nebenbei einen aufklärerischen Effekt, der jedoch nie pädagogisch wirkt. Die Tonebene in Zusammenhang mit der 3D-Wirkung macht den Film zu einem opulenten Erlebnis. Insgesamt bleibt der Eindruck einer ganz eigenen Märchenwelt, die neu und inspiriert in Szene gesetzt ist und der 3D-Technik ihre Berechtigung verleiht. […]“

„Dreamworks liefert hier eine überraschend effektive und spannende Story ab, die nach einem ziemlich lahmen Start immer mehr an Fahrt gewinnt und in einem actiongeladenen und gerade in 3D sehr effektiven Finale mündet, das optisch zu überzeugen weiß und erzählerisch zumindest solide daherkommt. […]“

„Der 3D-Film glänzt mit liebenswerten Figuren, pointiertem Dialogwitz und wunderschönen computeranimierten Bildern. Dabei erzählt er vom Mut, zu sich selbst zu stehen und anderen mit Neugier und Offenheit zu begegnen, und überzeugt durch Humor, furiose Actionszenen sowie die feine Porträtierung seiner jungen Hauptfigur und ihrer Probleme.“

In der Internet Movie Database hat der Film eine Bewertung von 8,1/10 bei über 810.000 Stimmen und zählt dort mit Platz 202 zu den Top 250.

### Auszeichnungen
Der Film wurde von der Filmbewertungsstelle Wiesbaden mit dem Prädikat besonders wertvoll ausgezeichnet.
2011 folgte eine Nominierung für den Golden Globe Award als Bester Animationsfilm, jedoch hatte Drachenzähmen leicht gemacht gegenüber Toy Story 3 das Nachsehen. Bei der Verleihung der Annie Awards wurde der Film in zehn Kategorien ausgezeichnet, darunter als Bester Animationsfilm. Außerdem wurde die Produktion für den Oscar 2011 in den Kategorien Bester Animationsfilm und Beste Filmmusik nominiert.
Übersicht
- Oscar 2011: Nominierung in den Kategorien Bester animierter Spielfilm und Beste Filmmusik
- Golden Globe Awards 2011: Nominierung in der Kategorie Bester Animationsfilm
- Annie Awards 2011: Auszeichnungen in den Kategorien Bester Animationsfilm, Beste Filmmusik und weiteren
- Saturn Awards 2011: Nominierung in der Kategorie Bester Animationsfilm
- British Academy Film Awards 2011: Nominierung in der Kategorie Beste Filmmusik
- International Film Music Critics Award 2011: Nominierung in der Kategorie Beste Filmmusik

## Fortsetzungen
Die Computeranimationsserie DreamWorks Dragons dient als Handlungsbrücke zwischen Drachenzähmen leicht gemacht und der 2014 erschienenen Fortsetzung Drachenzähmen leicht gemacht 2. Die Serie besteht aus acht Staffeln, wobei die letzten sechs einen eigenen Untertitel bekommen haben und für Netflix produziert wurden, statt wie zuvor für Cartoon Network.
Die Fortsetzung Drachenzähmen leicht gemacht 2 kam am 24. Juli 2014 in die deutschen Kinos, der US-amerikanische Kinostart fand am 13. Juni 2014 statt.
Der abschließende Teil Drachenzähmen leicht gemacht 3: Die geheime Welt kam am 7. Februar 2019 in die deutschen Kinos.
Im Februar 2023 gab Universal Pictures bekannt, an einer Realverfilmung von Drachenzähmen leicht gemacht zu arbeiten. Der Film kam am 12. Juni 2025 in Deutschland in die Kinos. Regie führte, wie bei allen drei Animationsfilmen, erneut Dean DeBlois. Auf der CinemaCon im April 2025, und somit noch vor der Veröffentlichung der ersten Realfilmadaption, wurde eine weitere Realverfilmung basierend auf dem zweiten Animationsfilm Drachenzähmen leicht gemacht 2 für 2027 angekündigt.

## Andere Medien
Der Erfolg des Films regte die Produktion einer Reihe von Kurzfilmen an. Diese wurden innerhalb der Veröffentlichung im deutschsprachigen Raum in einigen Fällen unterschiedlich betitelt:
- DVD-Titel: Die Geschichte vom Knochenräuber-Drachen, DVD-Ansage: Die Legende des Knochenräubers, TV-Titel: Dragons – Die Legende des Knochenräubers (Originaltitel: Legend of the Boneknapper Dragon) (2010, ca. 17 Minuten)
- DVD-Titel: Drachen – Ein Geschenk von Nachtschatten, DVD-Ansage: Drachen – Das Geschenk des Nachtschattens, TV-Titel: Dragons – Das Geschenk des Nachtschattens (Originaltitel: Dragons: Gift of the Night Fury) (2011, ca. 22 Minuten)
- DVD-Titel: Buch der Drachen, TV-Titel: Dragons – Das Buch der Drachen (Originaltitel: Book of Dragons) (2011, ca. 17 Minuten)
- DVD-Titel: Dragons – Das große Drachenrennen, TV-Titel: Dragons: Das Erwachen der Drachenläufer (Originaltitel: Dragons: Dawn of the Dragon Racers) (2014, ca. 26 Minuten)
- Drachenzähmen leicht gemacht: Die guten alten Zeiten (Originaltitel: How To Train Your Dragon: Homecoming) (2019, ca. 22 Minuten)

Am 7. August 2012 veröffentlichte DreamWorks als Vorpremiere die ersten zwei Episoden einer neuen Fernsehserie mit dem Titel DreamWorks Dragons. Die öffentliche Ausstrahlung begann am 4. September mit 20 bereits fest geplanten Folgen. Die zweite Staffel der Serie umfasste weitere 20 Folgen, die ab September 2013 ausgestrahlt wurden. Die dritte Staffel wurde ab Juni 2015 ausgestrahlt und umfasste 13 Folgen. Die vierte bis zur letzten achten Staffel umfassen jeweils weitere 13 Folgen.
Für die deutsche Synchronisation der Kurzfilme Die Geschichte vom Knochenräuber-Drachen sowie Drachen – Ein Geschenk von Nachtschatten konnten die Synchronsprecher des Films gewonnen werden. Bei der Synchronisation von Buch der Drachen wurden neue Sprecher besetzt, die nicht im Film zu hören waren. Für diese ersten drei Kurzfilme wurde allerdings eine zweite Synchronfassung mit den Sprechern der TV-Serie erstellt. Sie wurden am 13. März 2015 unter dem Titel Dragons: Legenden beim Sender Super RTL erstmals ausgestrahlt.
2018 wurden die ersten vier Kurzfilme mit der Erstsynchronfassung auf DVD unter dem Titel Drachenzähmen leicht gemacht – Die Kurzfilm-Collection veröffentlicht. Im Dezember 2019 folgte die Veröffentlichung von Drachenzähmen leicht gemacht: Die guten alten Zeiten auf DVD.
2021 erschien mit Dragons – Die 9 Welten eine weitere Serie, welche in der Gegenwart (also 1300 Jahre nach Drachenzähmen leicht gemacht 3: Die geheime Welt) spielt. Die deutsche Premiere fand am 4. November 2022 auf Super RTL statt. Nach acht Staffeln mit insgesamt 52 Episoden wurde die Serie 2023 beendet. Die deutsche Erstausstrahlung der letzten Episode fand am 8. Mai 2024 statt.